# Sudbrackbach
Der Sudbrackbach ist ein rund 1,2 km langer, orografisch rechter Nebenfluss des Schloßhofbachs in Nordrhein-Westfalen, Deutschland, der auf dem Gebiet der Stadt Bielefeld als Abfluss des Schloßhofbachs entsteht und in diesen auch wieder mündet. Der Sudbrackbach durchquert den Bultkamppark und das kartierte schutzwürdige Biotop GB-3917-222.